# تكون الغضروف

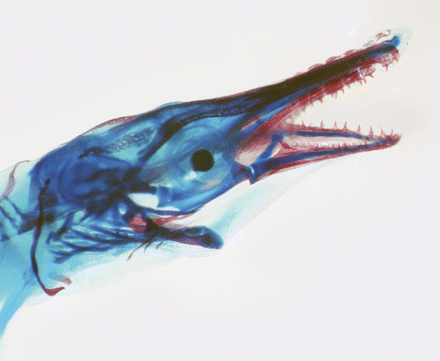
يَرَقَة سمكة رُمح مُنَقَّطة تبلغ من العمر 22 يومًا يظهر الغُضروف باللون (الأزرق) والعظم باللون (الأحمر).

تَكوّن الغُضروف (Chondrogenesis) هي العملية التي ينمو من خلالها الغُضروف.

## الغُضروف أثناء النمو الجنيني
في التَخلُق الجنيني (embryogenesis)، يتَكوَّن الجهاز الهيكلي من الأديم المتوسط (mesoderm)الناتج من طبقة التبرعم (germ layer). إن التغضرُف (Chondrification) (يُعرف أيضًا بتكوّن الغُضروف) هو العملية التي يتشكَّل بها الغُضروف من نسيج اللُحْمة المتوسطة (mesenchyme) المُركَّز، والذي يتخلَّق إلى خلايا غضروفية (chondrocytes) ثم يبدأ في إفراز الجزيئيات التي تُشكِّل النّسيج خارج الخليّة (extracellular matrix).
ففي المرحلة المُبَكِّرة من النمو الجنيني، يكون الجزء الأكبر من الهيكل العظمي غُضروفيًا لكن هذا الغضروف المؤقت يتم استبداله تدريجيًا بالعظام وتُسمَّى تلك العملية (التَعظّم الغضروفي) (Endochondral ossification)، وتتوقف عند البلوغ. على النقيض من ذلك، لا تتعرض الغضاريف الموجودة في المفاصل إلى عملية التَعظّم تلك طوال حياة الإنسان وهي، بالتالي، تصبح دائمة.

## التَمعدُن
إن الغضروف الزُجاجي المفصلي للإنسان البالغ يتمعدن بشكلٍ تصاعدي عند نقطة الاتصال بين الغضروف والعظم. ومن هنا تم صياغة مُصطلح الغضروف المفصلي المُتَكلِّس (articular calcified cartilage). تكون بداية التمعدُن عند نموه داخل قاعدة الغضروف الزجاجي المفصلي بمعدل يعتمد على كلٍ من حِمل الغضروف وإجهاد القص. كما أن الاختلافات المتقطعة في معدل النمو وكثافة الترسب المعدني لبداية التمعدن تؤدي إلى عدة «علامات ارتفاع وانخفاض» في الغضروف المفصلي المُتكلِّس.
تقوم البراعِم الوعائية (vascular buds) باختراق الغضروف المفصلي المُتكلِّس للإنسان البالغ، وينجُم عنه نمو عظام جديدة في الحيز الوعائي (vascular space) خلال عملية مشابهة لعملية التعظم الغضروفي عند الأنمية (physis). أما الخط الملاطي (cement line) فوظيفته هي تحديد الغضروف المفصلي المُتكلِّس من العظم تحت الغضروف (subchondral bone).

## التصليح
بمجرد تعرض الغضروف ضرر الغضروف المفصلي للضرر، تصبح قدرته على الإصلاح محدودة. وذلك لأن الخلايا الغضروفية تكون مُرتبطة بالفجوات (lacunae)، فلا تستطيع الانتقال إلى المناطق المُتضررة. بالإضافة إلى أن الغضروف الزجاجي ليس لديه مخزون للدم، فيؤدي ذلك إلى بُطء عملية ترسُب مصفوفة جديدة. وعادةً ما يُستبدل الغضروف الزُجاجي المُتضرِّر بنسيج الندبة للغضروف الليفي (fibrocartilage). خلال السنوات الأخيرة، قام الجراحين والعلماء بدراسة مُتعمقة في سلسلة من إجراءات إصلاح الغضروف (cartilage repair procedures) التي تساعد على تأجيل ضرورة إجراء عملية استعاضة المفصل.
وفي عام 1994 حاول بعض الأطباء السويدين إصلاح مفاصِل رُكبة مُتضرِّرة عن طريق زَرع خلايا مستنبتة من الغضروف الخاص بالمريض. وفي عام 1999 اخترع بعض الكيميائيين غضروفًا اصطناعيًا على شكل سائل لاستخدامه في إصلاح النسيج المُمزَّق. فيُحقَن الغضروف في الجرح أو المِفصَل المُتضرِّر وسوف يتجمَّد بعد تعرضه للضوء فوق البنفسجي.

## الغضروف الصناعي
يذكر الباحثون أن الطبقات التشحيميَّة المؤلَّفة من «الفَراشي الجزيئية» تستطيع العمل بشكلٍ يفوق الطبيعة تحت أعلى الضغوط الموجودة داخل المفاصل، مع احتمال وجود مُقتضيات هامَّة لجراحة استعاضة المفصل.
فكل خيط فُرشاة يبلغ طوله 60 نانومتر لديه دِعامة من البوليمر والتي تبرُز منها مجموعات جزيئية صغيرة. وهذه المجموعات الاصطناعية تتشابه إلى حدٍ كبير مع الشحوم الموجودة في الأغشية الخَلَويَّة.
«في البيئة المائية، كل واحدة من هذه المجموعات الجزيئية تجذِب حتى 25 جزيئًا مائيًا من خلال القوى الألكتروستاتيَّة، ولذلك فإنَّ الخيط ككل يطور غمدًا مائيًا أملسًا. تضمن هذه الأغماد أن الفراشي أصبحت مُشحَّمة حيث أنها تحتك ببعضها البعض، حتى عندما يتم الضغط عليها معًا لمُحاكاة الضغوط الموجودة على مفاصل العظام.»
ولأنها تُعرف بالهُلامة المائية (hydrogels) ذات الشبكتين، كانت القوة المُذهلة لهذه المواد مفاجأة سارة عندما اكتشفها بعض الباحثين في مدينة هوكايدو عام 2003.ومُعظم مواد الهُلامة المائية المُركَّبة بطريقة تقليدية والتي تحتوي على نسبة تتراوح من 80 إلى 90 % من الماء تُحفظ في شبكة من البوليمر - والتي تتقطُّع بسهولة مثل مادة الجيلاتين. كما اكتشف الفريق الياباني مصادفةً أن إضافة بوليمر آخر إلى الهُلامة يجعلها مُتصلِّبة لدرجة أنَّها تُنافِس الغضروف - فهي نسيج تستطيع التصدِّي لمساوئ آلاف الباوندات من الضغوط.

## الكبرتة
يُعتبر إس إل سي26أيه2 (SLC26A2) ناقِلاً كبريتيًا. تؤدي العيوب إلى وجود أشكال عديدة من خلل التنسج العظمي الغضروفي.